# 역설

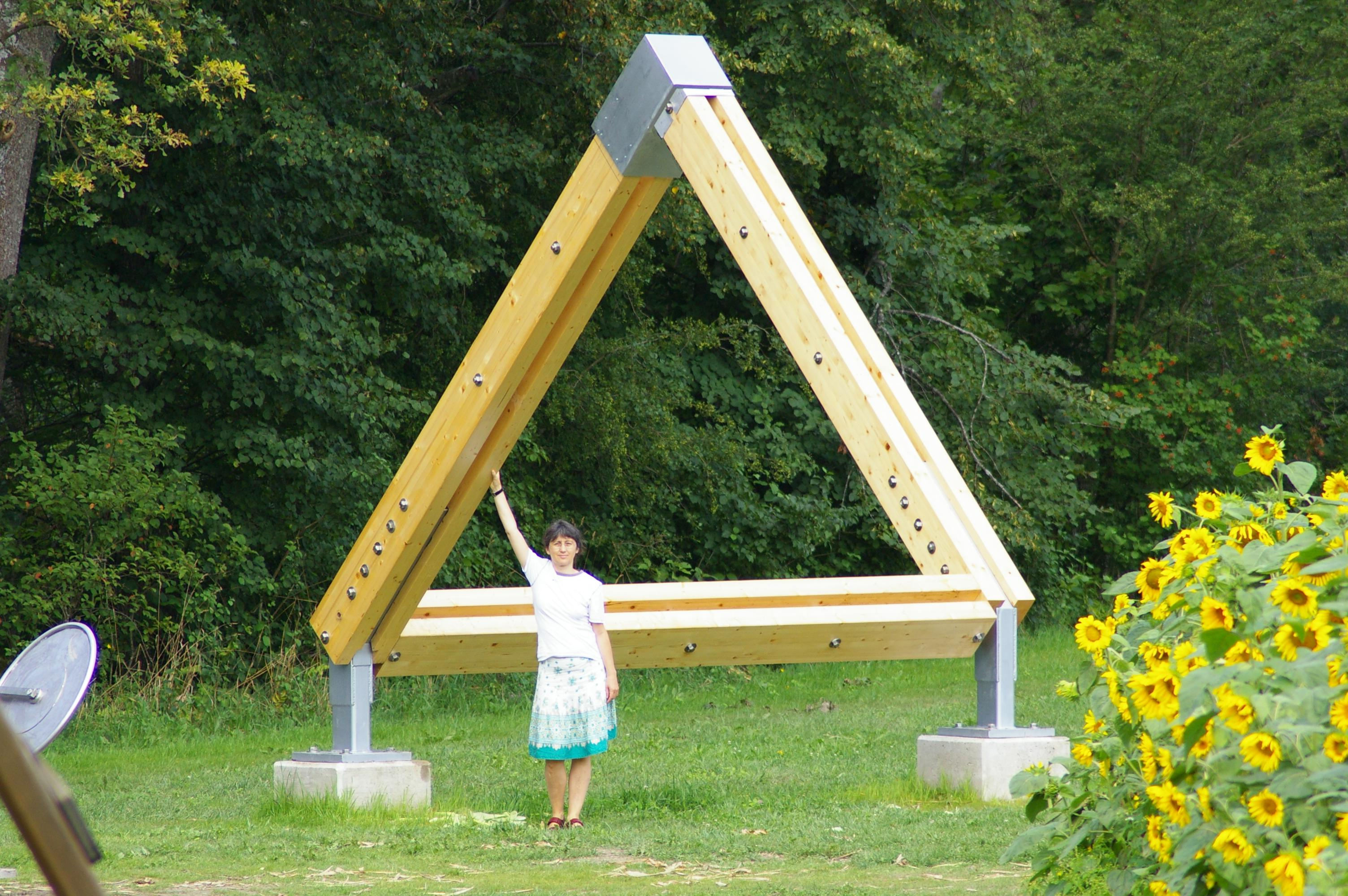
명백히 불가능해 보이는 물체가 오스트리아 곳츄흔(Gotschuchen)에 위치해 있다.

역설(영어: paradox, 逆說)은 언뜻 보면 일리가 있고 있는 것처럼 생각되는 것에도 불구하고, 분명하게 모순되어 있거나 잘못된 결론을 이끌거나 하는 논증이나 사고 실험 등을 일컫는다. 역리(逆理) 또는 배리(背理) 등으로 번역되기도 한다.
영어 패러독스(paradox)는 그리스어 παράδοξος (paradoxos)가 어원으로, ‘para’는 ‘반(反)’·‘역(逆)’을, ‘dox’는 ‘의견’을 뜻한다.
원래는 일반적으로 인정되고 있는 견해와 반대에 있는 설을 말하며 또한 어떤 입장에서 노정된 모순을 말한다. '나는 화살은 날지 않는다' '아킬레스도 거북을 따르지는 못한다' 등, 제논의 유명한 역설이 있다. 초기 집합론에서도 무한의 문제를 둘러싼 역설이 제시되었으며, 이는 엄밀한 수학기초론을 확립하는 계기가 되었다.

## 논리학의 역설들

### 순환논법
증명되어야 할 주장을 전제로 사용하거나 입증되지 않은 전제를 결론으로 사용하는 논법을 말한다. “신의 말은 진리이다. 성서에 쓰인 것은 신의 말이기 때문이다. 성서가 신의 말이라는 것은 성서에 쓰여 있다. 그러므로 신의 말은 진리이다.” 이와 같이 전제와 결론이 맞물려 있는 문장을 순환 논법의 예로 들 수 있다. 전제와 결론이 확실하게 구분되지 않기에 일어나는 논리적 오류이다.

### 흑백논리
모든 문제를 흑과 백, 선과 악, 득과 실의 양 극단으로만 구분하고 중립적인 것을 인정하지 않고 편중된 사고방식이나 논리를 말한다. 선과 악의 이분법, 종교 간의 양극을 예로 들 수 있다. 중립이나 중용을 용납하지 않으며 반드시 어느 한 쪽의 입장을 선택하도록 강요한다.

### 자가당착
앞뒤가 모순되는 주장을 하는 경우를 자가당착(自家撞着, self-contradiction)이라고 한다. 자신이 이미 했던 말과 모순되는 말을 하는 것은 자기가 만든 집을 자기 발로 차서 무너뜨리는 것과 같다는 뜻이다. 평소 자신이 한 말이나 자신의 입장을 항상 염두에 두어야 이런 역설에 빠지지 않을 수 있다.

## 같이 보기
- 철학적 회의주의
- 사고실험
  - 악마 (사고실험)(영어판)
- 과학사 4대 악마
  - 라플라스의 악마
  - 맥스웰의 악마
  - 데카르트의 악마(영어판) (Descartes’ malicious demon)
  - 다윈의 악마(영어판)
- 모순어법
- 반어법
- 딜레마